# František Václav Peřinka
František Václav Peřinka, též Vácslav (26. února 1878 samota Koráb u Mikulovic – 14. září 1949 Kroměříž), byl regionální archivář a historik. Zabýval se dějinami Moravy, napsal řadu vlastivědných monografií.

## Životopis

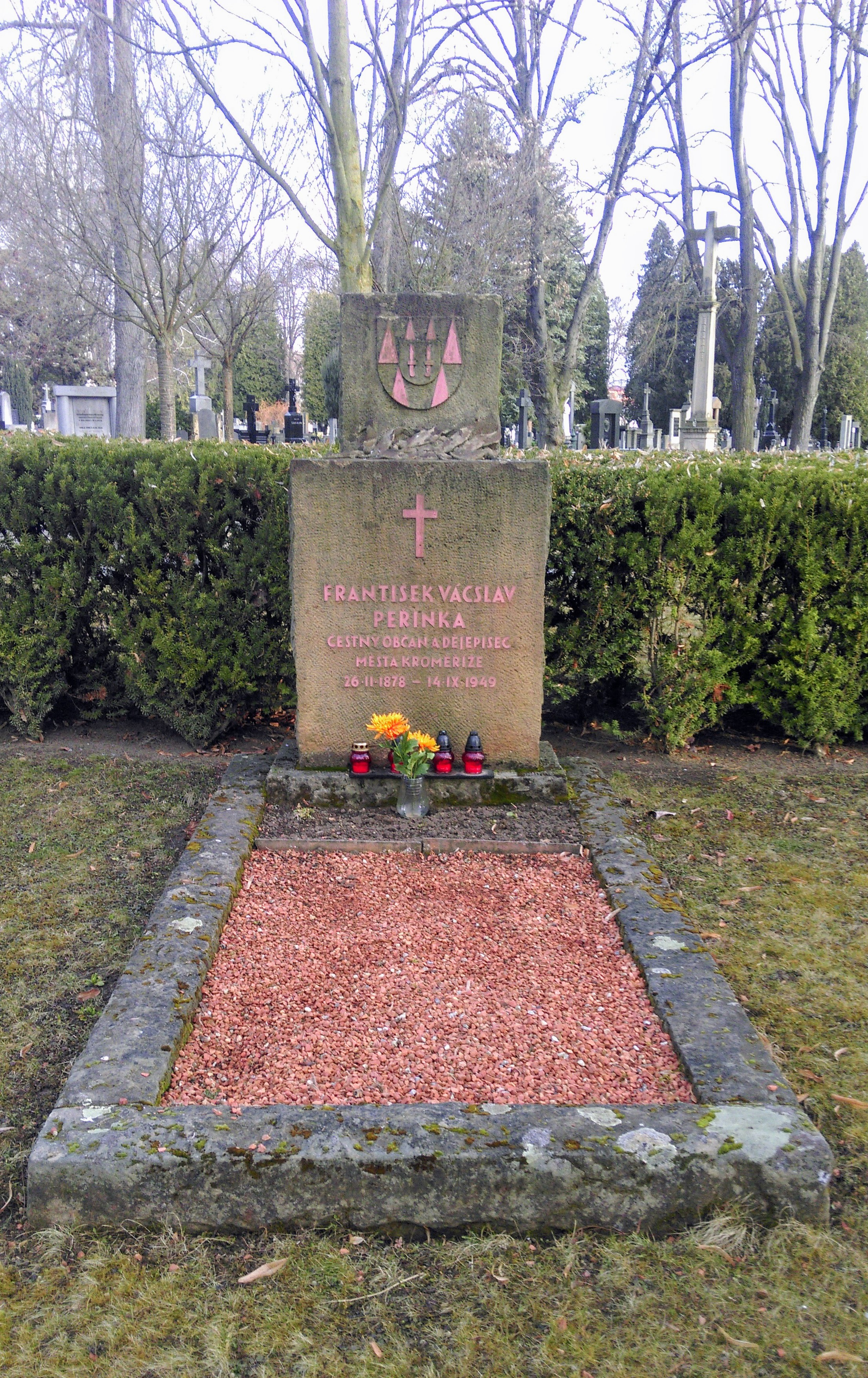
Čestný hrob na kroměřížském hřbitově

Narodil se 26. února 1878 v rodině chudého hrnčíře na samotě Koráb. Samota se nachází blízko Mikulovic v lese u okresní silnice do Horních Dunajovic. V Mikulovicích absolvoval i obecnou školu. Byl nadaným žákem a proto odešel na nižší gymnázium do Třebíče. Zde došlo k setkání s profesorem Rypáčkem, které ovlivnilo celý jeho další život. Profesor Rypáček v něm vzbudil zájem o historii. F. V. Peřinka pak pokračoval ve svém studiu na vyšším gymnáziu v Kroměříži.
Jeho zájem o historii jej přivedl ke kroměřížskému zámeckému archivu, který obsahoval pro budoucího historika neocenitelné zdroje informací. Snad již tam začal přemýšlet o zpracování historie Jižní Moravy.
Zkoušel pokračovat ve studiu v Praze na univerzitě, kde mimo jiné navštěvoval i národopisné přednášky profesora Zíbrta. Studia ukončil předčasně z finančních důvodů. Vrátil se zpět na Moravu, kde pracoval nejdříve jako učeň v lékárně, ale pak byl přijat na berní úřad ve Znojmě.
Byl aktivní v českých spolcích, ve kterých přednášel o historii. Přispíval i do novin. Tyto aktivity nebyly v té době jeho nadřízenými přijímány kladně, což vedlo k tomu, že byl přeřazován z místa na místo.
Vystřídal několik moravských měst a v roce 1906 se dostal zpět do Kroměříže. V Kroměříži byl až do roku 1914 kdy začala první světová válka.
Během války působil v Brně a po válce odešel na Slovensko. Působil na několika místech. Byl v Ružomberku, ale i Bratislavě. V roce 1939 se vrátil zpět do Kroměříže, kde ve věku 71 let 14. září 1949 zemřel a je pohřben na hřbitově v Kroměříži. Od roku 1939 až do své smrti žil v měšťanském domě u kroměřížské radnice, na kterém mu byla v roce 1959 umístěná pamětní deska. Dne 19. listopadu 1945 byl jmenován čestným občanem města Kroměříž.

## Dílo
F. V. Peřinka na všech svých působištích pracoval jako důkladný a systematický historik-badatel. Soustředil se zvláště na církevní dějiny. Začal publikovat již v 21 letech. Během života publikoval v různých časopisech i sbornících. Například: Od Horácka k Podyjí (1924–1938), Selský archiv, Prúdy, Slovenský deník, Časopis muzea moravského.
Jeho práce jsou spojeny s místy jeho působišť. Nejrozsáhlejší jsou jeho Dějiny města Kroměříže. Toto dílo má několik svazků a v souhrnu více než 4000 stran. Zachycuje v něm dějiny města od prvních zmínek po rok 1938. S jeho působením na Znojemsku je spojeno jeho dílo Vlastivěda moravská. Toto dílo má tři části podle tehdejších okresů: Jaroslavický okres, Vranovský okres a Znojemský okres.

### Soupis knih
- František Vácslav Peřinka: Vlastivěda Moravská / Znojemský okres, Muzejní spolek v Brně, 1904. 551 s.[p 1]
- František Vácslav Peřinka: Vlastivěda Moravská / Jaroslavický okres, Muzejní spolek v Brně, 1905. 141 s.
- František Vácslav Peřinka: Vlastivěda Moravská / Vranovský okres.,1906. 196 s.
- František Vácslav Peřinka: Vlastivěda Moravská / Valašskokloboucký okres.[p 2]
- František Vácslav Peřinka: Veselé putovanie po Slovensku: Kniha ľudového humoru a vtipu, 1934.
- František Vácslav Peřinka: Vlastivěda moravská / Místopis Moravy, Hradištský kraj, Kroměřížský okres
- František Vácslav Peřinka: Na Znojemsku sebrané doplňky Bartošova dialektického slovníku moravského
- František Vácslav Peřinka: Vlastivěda moravská / Místopis Moravy, Olomoucký kraj, Kojetský okres
- František Vácslav Peřinka: Ze starého Kroměříže: Kulturně-histor. obr. mosaikové
- PEŘINKA, František Vácslav. Vlastivěda moravská. II. Místopis. Zdounecký okres. Brno: Musejní spolek v Brně, 1910. 460 s.
- PEŘINKA, František Vácslav. Dějiny města Kroměříže. Díl I., Obsahující dobu po rok 1620 / dle původních pramenů vypravuje Frant. Vácsl. Peřinka. Kroměříž: Obecní rada, 1913. 544 s.
- PEŘINKA, František Vácslav. Dějiny města Kroměříže : (dějiny let 1619-1695) ; Díl druhý ; část I., Kroměříž za války třicetileté ; část II., Nový život - Biskup Karel z Lichtenštejna / dle původních pramenů vypravuje František Vácslav Peřinka. Kroměříž: Národní výbor, 1947. 1072 s.
- PEŘINKA, František Vácslav. Dějiny města Kroměříže. Díl II, Část 3., Pohled právní, hospodářský a kulturní / František Vácslav Peřinka. Kroměříž: Místní národní výbor, 1948. 434 s.
- PEŘINKA, František Vácslav. Dějiny města Kroměříže. Díl druhý, Část čtvrtá / dle původních pramenů vypravuje František Vácslav Peřinka. Kroměříž: Místní národní výbor, 1949. 798 s.
- PEŘINKA, František Vácslav. Dějiny města Kroměříže. 3. díl, Obsahující místopis / František Vácslav Peřinka. Kroměříž: Městský osvětový sbor, 1940. 956 s.
- František Vácslav Peřinka: Vlastivěda moravská / Místopis Moravy, Hradištský kraj, Val.-Klobucký okres
- František Vácslav Peřinka: Vlastivěda moravská / Vizovský okres
- František Vácslav Peřinka: Vlastivěda moravská / Místopis Moravy, Znojemský kraj, Znojemský okres
- František Vácslav Peřinka: Vlastivěda moravská / Místopis Moravy, Hradištský kraj, Vizovský okres
- František Vácslav Peřinka: Vlastivěda moravská / Místopis Moravy, Hradištský kraj, Zdounecký okres
- František Vácslav Peřinka: Vlastivěda moravská / Místopis Moravy, Znojemský kraj, Vranovský okres